# Весенняя песнь
«Весенняя песнь» (разг. «Мальчик с кураем»; «Всё продай, купи курай — целый день на нём играй») — фонтан со скульптурой «Мальчик с кураем», перед зданием кинотеатра «Искра», на проспекте Октября, в Октябрьском районе города Уфы.
Установлен на месте закопанного в начале 1920-х годов минерального источника «Нурлызак».
Архитектор — Т. Н. Милорадович. Автор скульптуры «Мальчик с кураем» — М. А. Соловьёва-Ефимова.

## Описание
Скульптура «Мальчик с кураем» установлена на колонне в центре чаши фонтана, украшенной башкирским орнаментом.

## История
Выполнен по заказу Ленинградского отделения художественного фонда РСФСР: М. А. Соловьёва-Ефимова выполнила скульптурную часть, архитектурную — Т. Н. Милорадович.
Зимой 1971 года М. А. Соловьёва-Ефимова и Т. Н. Милорадович, вместе с архитектором В. С. Васильковским, приехали в Уфу для утверждения проекта фонтана в Башкирском областном комитете КПСС, где было представлено два эскиза скульптуры: в первом варианте мальчик с кураем был одет в башкирский национальный костюм, во втором — стоял обнажённым, который и был утверждён.
Скульптуру отлили на Ленинградском заводе монументальной скульптуры.
Открыт в 1974 году.

#### Реконструкция
В 2024 году была завершена реконструкция фонтана вместе с прилегающим сквером. Стоимость проекта реконструкции фонтана — 2,8 млн рублей, проекта реконструкции территории площадью 3,8 га — 2,034 млн рублей. Сам фонтан станет музыкальным.

## Галерея

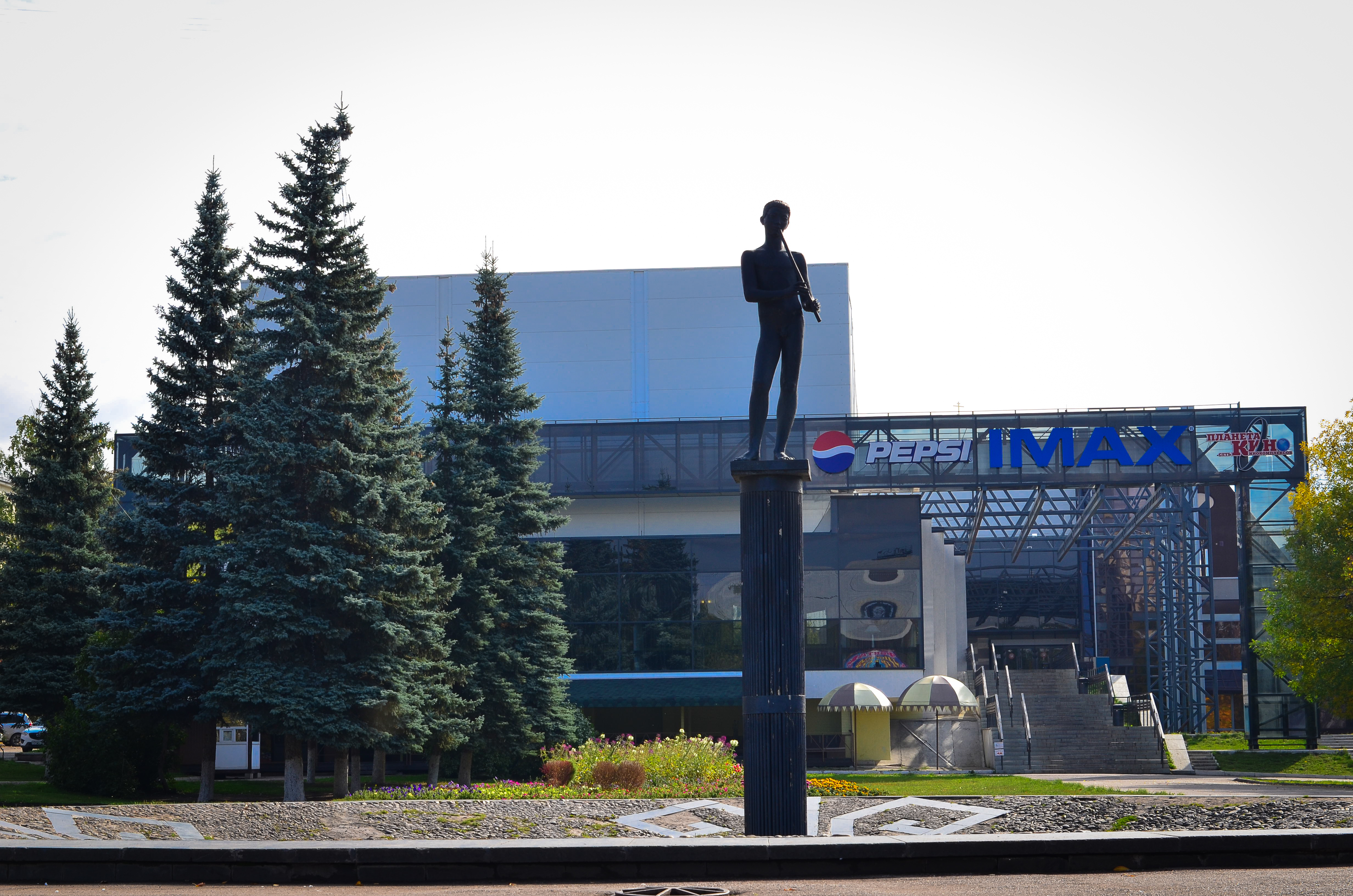
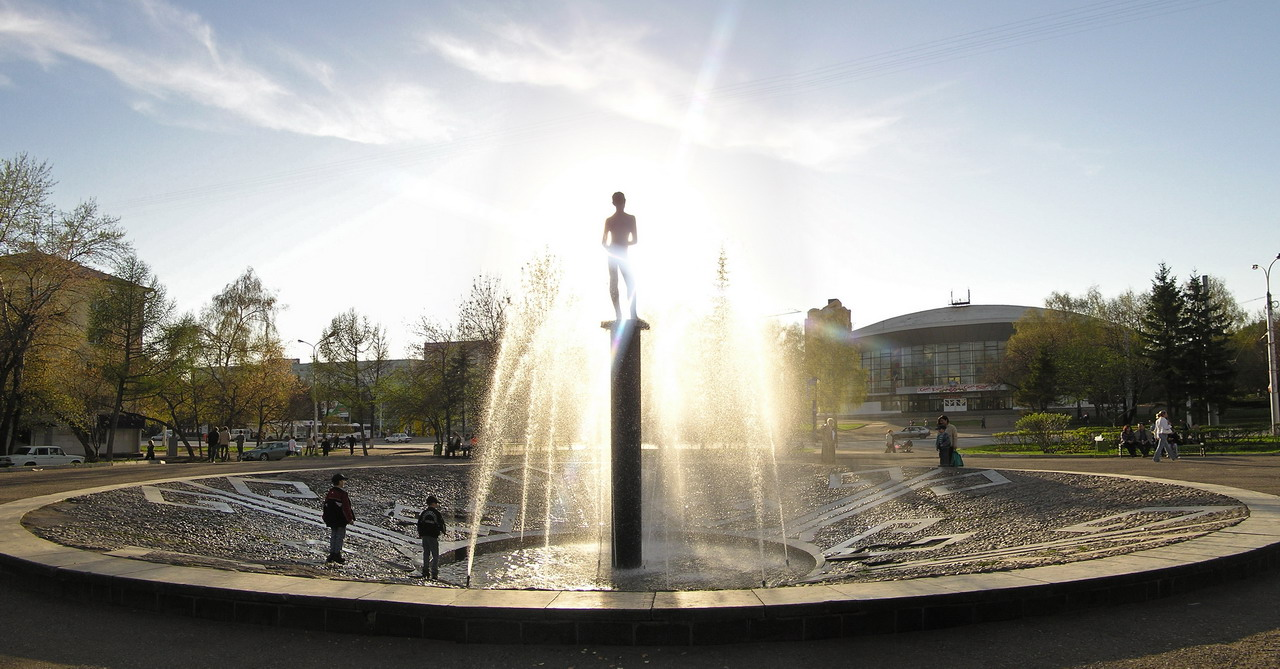
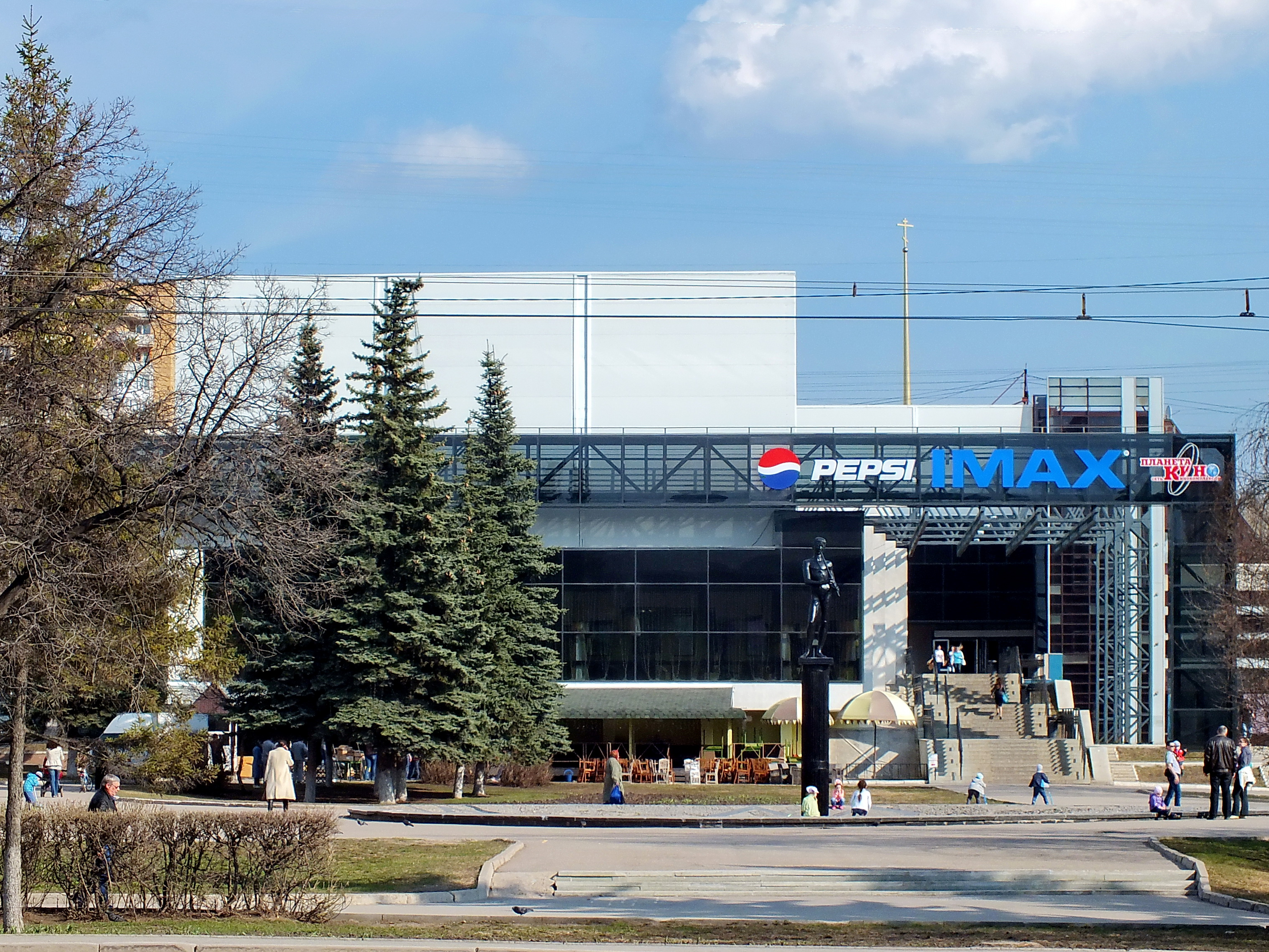
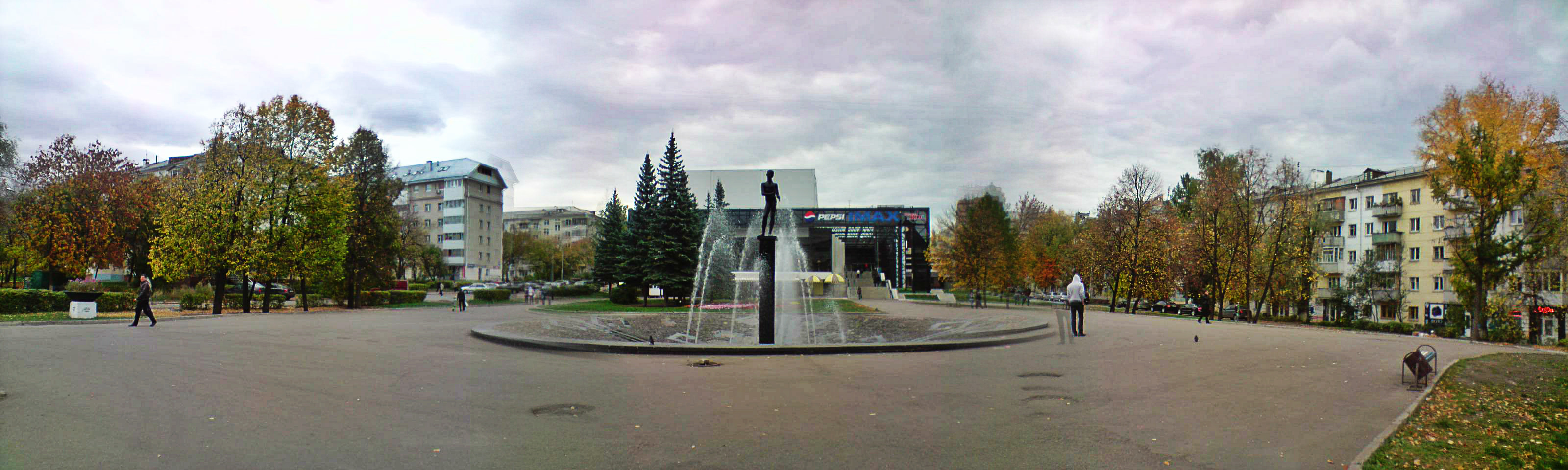